# ホルスト・ボゼツキー

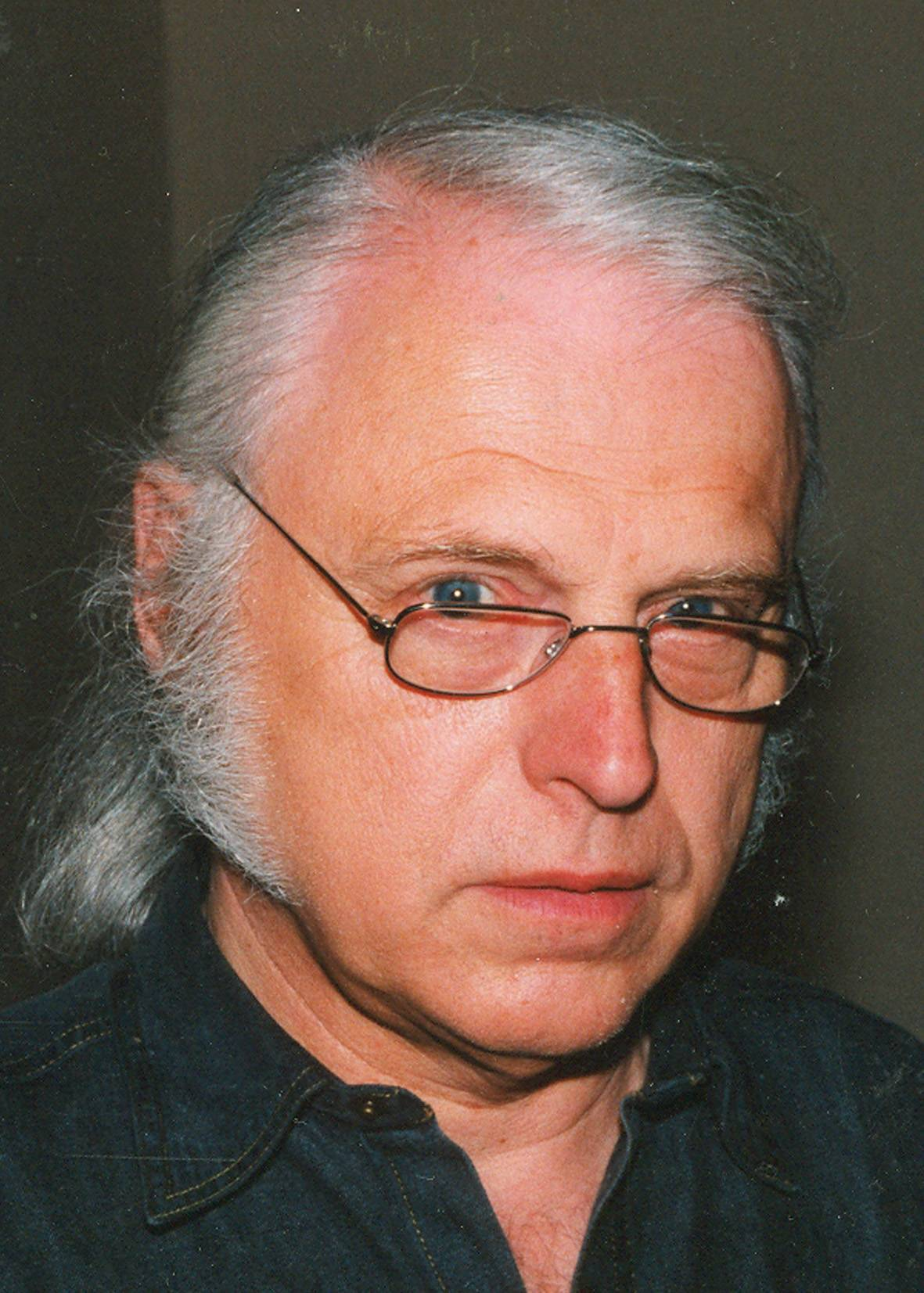
Horst Bosetzky

ホルスト・オットー・オスカー・ボゼツキー（Horst Otto Oskar Bosetzky：筆名-ky、1938年2月1日 - 2018年9月16日）は、ドイツの社会学者、作家。
2000年1月に年金付き退職をするまで、大学教員を務めた。推理作家としてドイツで大衆に広く知られている。

## プロフィール
ベルリン生まれ。1946年から1951年までベルリン、ノイケルン区の国民学校（現在のリュトリ学校 Rütli-Schule）で学ぶ。ベルリン自由大学では民俗学、経営経済学、社会学、心理学を学んだ。
1969年に社会学の博士号を取得。社会学者・行政社会学者のレナーテ・マインツ（Renate Mayntz）の助手となり、一般的な管理と組織化の社会学と、個別的な行政のミクロ政策と官僚政治の共犯的関係における行政社会学の研究をしていた。
1973年から2000年までベルリン市のベルリン行政司法大学校で社会学の教授を務めた。

## 作家活動
1963年から1968年まで、学資調達のため、犯罪の歴史についてのシリーズ叢書を著わした。1971年に最初の推理小説を刊行。自身の職業上の立場を考慮して、名前の末尾の「-ky」を筆名として利用した。
1970年代はラジオドラマ、1980年代は『私立探偵赤毛のロス』、『SOKO5113』や『2度のための1度の落下』（推理ドラマ：ハイネ出版の探偵シリーズ）などのシナリオを書き、短期的な収入を得ていた。
映画化された作品には、『Einer von uns beiden』（1972年、監督：ウォルフガング・ペーターゼン、主演：ユルゲン・プロホノフ、クラウス・シュヴァルツコフ）と『ロビンフッドに家（テラスハウス）はない』（Kein Reihenhaus für Robin Hood）(1979)がある。
推理小説『ロビンフッドに家はない』はフランスにおいてドイツ語推理小説部門のベスト作品に選ばれ、1988年にはフランス・ミステリ批評家賞（Prix Mystère de la critique）も受賞している。
1992年にはドイツ・ミステリの発展への貢献を評価され、ドイツ語圏の推理作家協会である「シンジケート」からグラウザー名誉賞が贈られた。

## 日本語訳作品
- 偽ヴァルデマール事件、ブランデンブルク辺境伯領での、短剣の七突きの話 （『皇帝の魔剣』扶桑社、2004年）

## 長編推理小説一覧
- Zu einem Mord gehören zwei. (1971)
- Einer von uns beiden. (1972)
- Von Beileidsbesuchen bitten wir abzusehen. (1972)
- Stör die feinen Leute nicht. (1973)
- Ein Toter führt Regie. (1974)
- Es reicht doch, wenn nur einer stirbt. (1975)
- Einer will's gewesen sein. (1978)
- Kein Reihenhaus für Robin Hood. (1979)
- Feuer für den großen Drachen. (1982)
- Die Klette. (1983) - Peter Heinrichと共著
- Friedrich der Große rettet Oberkommissar Mannhardt. (1985)
- Älteres Ehepaar jagt Oberregierungsrat K.. (1987)
- Ich lege Rosen auf mein Grab. (1988)
- Da hilft nur noch beten. (1988)
- Schau nicht hin, schau nicht her. (Bundesrepublik 1989, DDR 1990) - Steffen Mohrと共著
- Nieswand kennt Tag und Stunde. (1990)
- Ich wollte, es wäre Nacht. (1991)
- Von oben herab. (1992)
- Ein Deal zuviel. (1992)
- Mit dem Tod auf du und du. (1992)
- Blut will der Dämon. (1993)
- Fendt hört mit. (1994)
- Der Satansbraten. (1994)
- Unfassbar für uns alle. (1995)
- Wie ein Tier – Der S-Bahn-Mörder. (1995)
- Ein Mann fürs Grobe. (1996)
- Einer muss es tun. (1998)
- Alle meine Mörder. (2001)
- Spreekiller. (2002)
- Das Double des Bankiers. (2002)
- Der kalte Engel. (2002)
- In Bramme geht die Bombe hoch. (2004)
- Die Bestie vom Schlesischen Bahnhof. (2004)
- Das Wandern ist des Mörders Lust. (2004)
- In Bramme fließt Dozentenblut. (2006)
- Nichts ist verjährt. (2008)
- Unterm Kirschbaum. (2009)
- Am Tag, als Walter Ulbricht starb. (2010) - Jan Eikと共著